# Temporada 1982 del Campeonato de Galicia de Rally
La temporada 1982 fue la edición 4º del Campeonato de Galicia de Rally. Comenzó el 13 de febrero en el Rally dos Pazos y terminó el 28 de noviembre en el Rally de Porriño.

## Calendario
| N.º | Fecha            | Rally                   | Resultados |
| --- | ---------------- | ----------------------- | ---------- |
| 1   | 13-14 de febrero | 5.º Rally dos Pazos     | Resultados |
| 2   | 18 de abril      | 2.º Rally do Condado    | Resultados |
| 3   | 16 de mayo       | 16.º Rally do Lacón     | Resultados |
| 4   | 5-6 de junio     | 13.º Rally de Ferrol    | Resultados |
| 5   | 26-27 de junio   | 15.º Rally de Ourense   | Resultados |
| 6   | 17-18 de julio   | 1.º Rally As Pontes     | Resultados |
| 7   | 14-15 de agosto  | 18.º Rally Rías Baixas  | Resultados |
| 8   | 3 de octubre     | 6.º Rally San Froilán   | Resultados |
| 9   | 6-7 de noviembre | 12.º Rally de La Coruña | Resultados |
| 10  | 28 de noviembre  | 1.º Rally de Porriño    | Resultados |
| -   | 19 de diciembre  | 14.º Rally San Martiño  | Anulado    |

## Clasificación
| Pos. | Piloto             | 1 PAZ | 2 CON | 3 LAC | 4 FER | 5 OUR | 6 PON | 7 RBX | 9 LUG | 10 COR | 11 POR |
| ---- | ------------------ | ----- | ----- | ----- | ----- | ----- | ----- | ----- | ----- | ------ | ------ |
| 1.   | Carlos Piñeiro     | 1     | 1     | 2     | 1     | 2     | Ret   | 3     | 2     | Ret    | Ret    |
| 2.   | «Peitos»           |       | Ret   | 1     | Ret   | 1     |       | 4     | Ret   |        | 1      |
|      | José Luis Vilanova | Ret   | 3     |       | 3     |       | 1     | 7     |       |        |        |